# 神宮寺太郎
神宮寺 太郎（じんぐうじ たろう、1975年 - ）は、日本の声優、俳優、タレント。熊本県出身。コメディ作品を主体とする関西コメディ劇団、劇団ひこひこ座長。

## 出演

### 舞台
劇団ひこひこ
- 「コンビニという四角い箱の中でアイを叫ぶガラクタ達」【脚本・演出・出演】
- 「マーティマクフライをアイした男」【脚本・演出・出演】
- 「夢の時限爆弾」【脚本・演出・出演】
- 「スペースシップナタデココGO！」【脚本・演出・出演】
- 「虹の話（略してニジバナ）」【脚本・演出・出演】
- 「勇気のカタチ」【脚本・演出・出演】
- 「正義超人会議」【脚本・演出・出演】
- 「虹の話（略してニジバナ）」【脚本・演出・出演】
- 「スパイ大作戦〜コードネームはリアルハンサム」【脚本・演出・出演】
- 「宇宙大作戦〜スペースシップナタデココGO!」【脚本・演出・出演】
- 「ロリータ大作戦〜Five Lolita Maiden」【脚本・演出・出演】
- 「県立ブロロロロー魔法学園高等部」【脚本・演出・出演】
- 「スパイ大作戦〜リアルハンサムとプリンセス7」【脚本・演出・出演】
- 「魔球」【脚本・演出・出演】
- 「hiko2 live DX」【脚本・演出・出演】
- 「宇宙刑事ジゴゾグギガダバン」【脚本・演出・出演】
- 「人生ゲェム〜How many is the number of roulette?」【脚本・演出・出演】
- 「正義超人婚カツ」【脚本・演出・出演】
- 「劇団ヘッドロココとマルコの長い夜」【脚本・演出・出演】
- 「RPG!!」【脚本・演出】

### 映画
- 人間失格

### テレビ
- 純と愛（NHK）
- 遺品整理人 谷崎藍子II（TBS）
- よろず刑事（ABC）
- ビーバップ!ハイヒール（ABC）
- マルコポロリ(KTV)
- よーいドン（KTV）
- 芸人魂（KTV）
- 見よ、あれが巨人の星だ（KTV）
- たかじんNOマネー（TVO）
- 地域まるごと調査隊ぐるぐるファイブ（K-CAT）

### ラジオ
- グレート★ひこひこタイム（だいとうFM89.0）
- ひこひこタイム★Reverse（iTunes Podcast）

### ゲーム
- バトルクロード

### CM
- 「マルハン」
- 「エースコック」
- 「エスク三ツ川」
- 「ロート製薬」R-CM

### イベント
- 「大阪ガス・ディリパ2002夏の陣」
- 「関電トータルソリュージョン＆蓄熱フェア」
- 「おもしろ科学館」
- 「コメディ限定/お笑いライブ・銅メダル獲得」